# Pago (cantante)
Pago, pseudonimo di Pacifico Settembre (Quartu Sant'Elena, 30 agosto 1971), è un cantante e personaggio televisivo italiano.

## Carriera
Di origini napoletane, è nato a Quartu Sant'Elena in provincia di Cagliari, dopo varie esperienze con la prima band, i "New Rose", e dopo alcune esperienze come artista di strada, decide di lasciare la sua isola in cerca di fortuna. Gira l'Italia, partendo da Napoli fino a stabilirsi a Milano. Dopo molte esibizioni live da solo, entra a far parte della cover-band "Super'Up", che gli permette di realizzare oltre 200 date l'anno.
Nel 2005, dopo molti provini inviati, ottiene un contratto con la Carosello Records e la Warner Music Italy. Esce il suo primo singolo Parlo di te, che, oltre a far da colonna sonora allo spot pubblicitario della Citroën C3, diventa uno dei tormentoni dell'estate. Dopo un tour promozionale che tocca radio e televisione, ha l'occasione di esibirsi al Festivalbar 2005. Nell'ottobre dello stesso anno, esce il singolo Non cambi mai.
L'anno successivo partecipa, vincendo,  alla terza edizione del reality show Music Farm, condotto da Simona Ventura su Rai 2. Dopo questa esperienza pubblica il suo primo album, che porta il suo nome Pacifico Settembre, anticipato dal singolo Vorrei tu fossi mia. Nel 2008 esce il singolo Love my love, Il videoclip del brano è stato girato a Las Vegas. Un anno dopo pubblica il suo secondo album Aria di settembre, anticipato dall'uscita della cover Un'estate fa, cantata in coppia con Franco Califano. Nel 2010 il nuovo singolo è ancora una cover, questa volta porta la firma di Stevie Wonder, A Place in the Sun, portata al successo da Dino negli anni sessanta con la versione italiana dal titolo Il sole è di tutti. Nel luglio 2012 pubblica il nuovo singolo In eterno.
Nel settembre 2019 partecipa, insieme alla sua compagna Serena Enardu, alla seconda edizione del reality show Temptation Island VIP, da cui non escono come coppia, ma come single. Il 14 dicembre 2019 annuncia nel programma Verissimo che dall'8 gennaio 2020 sarà un concorrente della quarta edizione del reality show Grande Fratello VIP, la sua esperienza all'interno della casa durerà per circa 45 giorni, venendo eliminato col 47% delle preferenze al televoto contro Licia Nunez. Durante la terza settimana entra a gioco iniziato anche Serena Enardu, che permette ai due di riappacificarsi e tornare insieme; Serena viene eliminata quattro giorni prima di Pago. Nel 2020, partecipa come concorrente a Tale e quale show su Rai 1 vincendo la decima edizione del programma, divenendo la terza persona italiana a vincere due reality-talent. Dall'11 gennaio 2025, partecipa al programma Ora o mai più di Marco Liorni.

## Vita privata
Nel 2003 ha sposato la showgirl Miriana Trevisan da cui si è separato nel 2006; i due sono tornati insieme nel 2008, per poi separarsi definitivamente nel 2013. Dall'unione con la Trevisan è nato un figlio, Nicola. È stato poi legato sentimentalmente a Serena Enardu, ex tronista di Uomini e donne. Nel 2023 sono ritornati insieme dopo due anni. 

## Discografia

### Album
- 2006 - Pacifico Settembre
- 2009 - Aria di settembre

### Singoli
- 2005 - Parlo di te
- 2005 - Non cambi mai
- 2006 - Vorrei tu fossi mia
- 2006 - So che ci sei
- 2008 - Love My Love
- 2008 - Un'estate fa (con Franco Califano)
- 2009 - Il sole è di tutti (A place in the sun)
- 2009 - Non ti amo più
- 2011 - Un'altra città (con Nearco)
- 2012 - In eterno
- 2014 - Convincimi
- 2020 - Tu lo sai
- 2021 - Parlo ancora di noi

## Televisione
- Music Farm 3 (Rai 2, 2006) - concorrente vincitore
- Temptation Island VIP 2 (Canale 5, 2019) - concorrente
- Grande Fratello VIP 4 (Canale 5, 2020) - concorrente
- Tale e quale show (Rai 1, 2020) - concorrente vincitore
- Tale e quale show - Il torneo (Rai 1, 2020, 2021) - concorrente
- Avanti un altro! Pure di sera  (Canale 5, 2022)
- Ora o mai più (Rai 1, 2025) Concorrente